# Grafschaft Gien
Die Herrschaft Gien um Gien an der Loire war im 12. Jahrhundert im Besitz des Hauses Donzy.

## Geschichte
Als Hervé IV. von Donzy Ende des Jahrhunderts mit Peter II. von Courtenay in Streit geriet, diesen besiegte und gefangen nahm, schaltete sich König Philipp II. als Vermittler ein. Der Frieden, den er zwischen den beiden arrangierte, enthielt auch die Ehe zwischen Hervé und Peters Erbtochter Matilde, durch die Hervé Graf von Nevers und Tonnerre wurde. Philipp bekam für seine Bemühungen die Herrschaft Gien.
König Philipp III. gab den Besitz dann als Grafschaft Gien und als Paragium an seinen Sohn Ludwig weiter.

## Herren von Gien
- Gottfried III. Herr von Donzy, Sire de Gien (ca. 1120–1164)
- Hervé III. von Donzy, † 1187/91, Sohn Gottfrieds III.
- Philipp († 1197/98), Sire de Gien, Sohn Hervés III.
- Hervé IV. von Donzy (um 1175–1222), Bruder Philipps, Baron von Donzy, Herr von Gien, Cosne, Chatel-Censoir, Montmirail, Alluye, Authou, Vierzon und Brou, 1193–1213: Graf von Nevers und Tonnerre, ⚭ I Mathilde von Courtenay, Tochter des Peter II. von Courtenay

Gien befand sich ab 1199 im Besitz des Königs, nachdem dieser es nach einer Vermittlung im Streit zwischen Hervé IV. von Donzy und Peter II. von Courtenay für sich behielt.

## Grafen von Gien
- Ludwig (Louis), * Mai 1276, † 19. Mai 1319 in Paris, Sohn von Philipp III., König von Frankreich und Maria von Brabant, 1298 apanagierter Graf von Évreux, Étampes, Beaumont-le-Roger, Meulan und Gien, 1316 Graf von Longueville, Januar 1317 Pair von Frankreich (Haus Frankreich-Évreux)
- Karl von Évreux (Charles d’Évreux) (* wohl 1305, † 1336) jüngerer Sohn Ludwigs, 1319 Graf von Étampes, Herr von Dourdan, Gien und Aubigny
- Ludwig II. (Louis II.) (* wohl 1336, † 1400) Sohn Karls, 1336 Graf von Étampes und Gien, Herr von Dourdan, Gallardon etc. – ohne Nachkommen

- Johann (Jean), der „Bastard von Orléans“ (* 1402, † 1468), unehelicher Sohn des Herzogs Ludwig von Orléans, 1424-1439 Graf von Mortain und Gien, 1427-1430 Graf von Porcéan, 1430 Graf von Périgord, 1439 Graf und Vizegraf von Châteaudun und Dunois 1443 Graf von Longueville,

1439 tauscht der „Bastard von Orléans“ mit seinem Halbbruder Karl, Herzog von Orléans die Grafschaften Mortain und Gien gegen Châteaudun und Dunois; Karls Sohn war der spätere König Ludwig XII.
- Karl I., † 1480, Graf von Maine, Mortain, Gien und Guise
- Karl II., 1436-1481, Graf von Maine, Mortain, Gien und Guise seit 1472, sowie Herzog von Anjou (als Karl V.), Graf von Provence und Forcalquier ab 1480 – ohne Nachkommen

- Pierre Séguier (* 1588, † 1672) Herzog von Villemor, Graf von Gien, Kanzler von Frankreich